# Kościół ewangelicki we Frydku-Mistku
Kościół ewangelicki we Frydku Mistku – kościół we Frydku-Mistku, w kraju morawsko-śląskim w Czechach, współużytkowany przez Zbór Śląskiego Kościoła Ewangelickiego Augsburskiego Wyznania we Frydku-Mistku oraz Zbór Ewangelickiego Kościoła Czeskobraterskiego we Frydku-Mistku.

## Historia
Kamień węgielny pod budowę kościoła dla zboru Niemieckiego Kościoła Ewangelickiego położono 8 maja 1910 roku. Prace prowadziła firma Hans Pohl Baumaister und Dampfriegelei-Besitzer Friedek według projektu Jana Pohla. Środki pieniężna na budowę pochodziły z funduszu Bratniej Pomocy im. Gustawa Adolfa. Zakończenie prac i poświęcenie budynku miało miejsce w 1911 roku.
Po rozwiązaniu Niemieckiego Kościoła Ewangelickiego w Czechach, na Morawach i na Śląsku, od 1945 roku kościół jest wspólną własnością Śląskiego Kościoła Ewangelickiego Augsburskiego Wyznania oraz Ewangelickiego Kościoła Czeskobraterskiego.